# Odalengo Piccolo
Odalengo Piccolo es una localidad y comune italiana de la provincia de Alessandria, región de Piamonte, con 273 habitantes.

## Evolución demográfica
| Gráfica de evolución demográfica de Odalengo Piccolo entre 1861 y 2001 |
|                                                                        |
| Fuente ISTAT - elaboración gráfica de Wikipedia                        |